# Zonsé
Cet article concerne le village chef-lieu. Pour le département et la commune rurale, voir Zonsé (département).
Zonsé est un village du département et la commune rurale de Zonsé, situé dans la province du Boulgou et la région du Centre-Est au Burkina Faso.